# Борисово (Кобринский район)
Бори́сово (бел. Барысава) — деревня в Кобринском районе Брестской области Белоруссии. Входит в состав Киселевецкого сельсовета.
По данным на 1 января 2016 года население составило 546 человек в 201 домохозяйстве.
В деревне расположена начальная школа.

## География
Деревня расположена в 4 км к юго-востоку от города и станции Кобрин, в 47 км к востоку от Бреста, на пересечении автодорог М1 Брест-Минск и Р127 Кобрин-Дивин.
На 2012 год площадь населённого пункта составила 1,29 км² (129 га).

## История
Населённый пункт известен с 1563 года как деревня Борисовичи, где жили земяне Борисовцы. В разное время население составляло:
- 1999 год: 179 хозяйств, 460 человек;
- 2005 год: 187 хозяйств, 492 человек;
- 2009 год: 432 человека;
- 2016 год[2]: 201 хозяйство, 546 человек;
- 2019 год[1]: 513 человек.